# 西高山镇
西高山镇，原为西高山乡，是中华人民共和国甘肃省陇南市西和县下辖的一个乡镇级行政单位。2018年3月撤乡设镇。区划代码改为621225115。

## 行政区划
西高山镇下辖以下地区：
成集村、何山村、寇山村、天池村、新庄村、冯坪村、和坪村、秦山村、马连村、上寨村、下寨村、朱河村、刘河村、冉山村、八集村、尹庄村、张湾村、杜坪村、万集村、李湾村、吴山村和杜山村。